# Kaliffa Karlsson

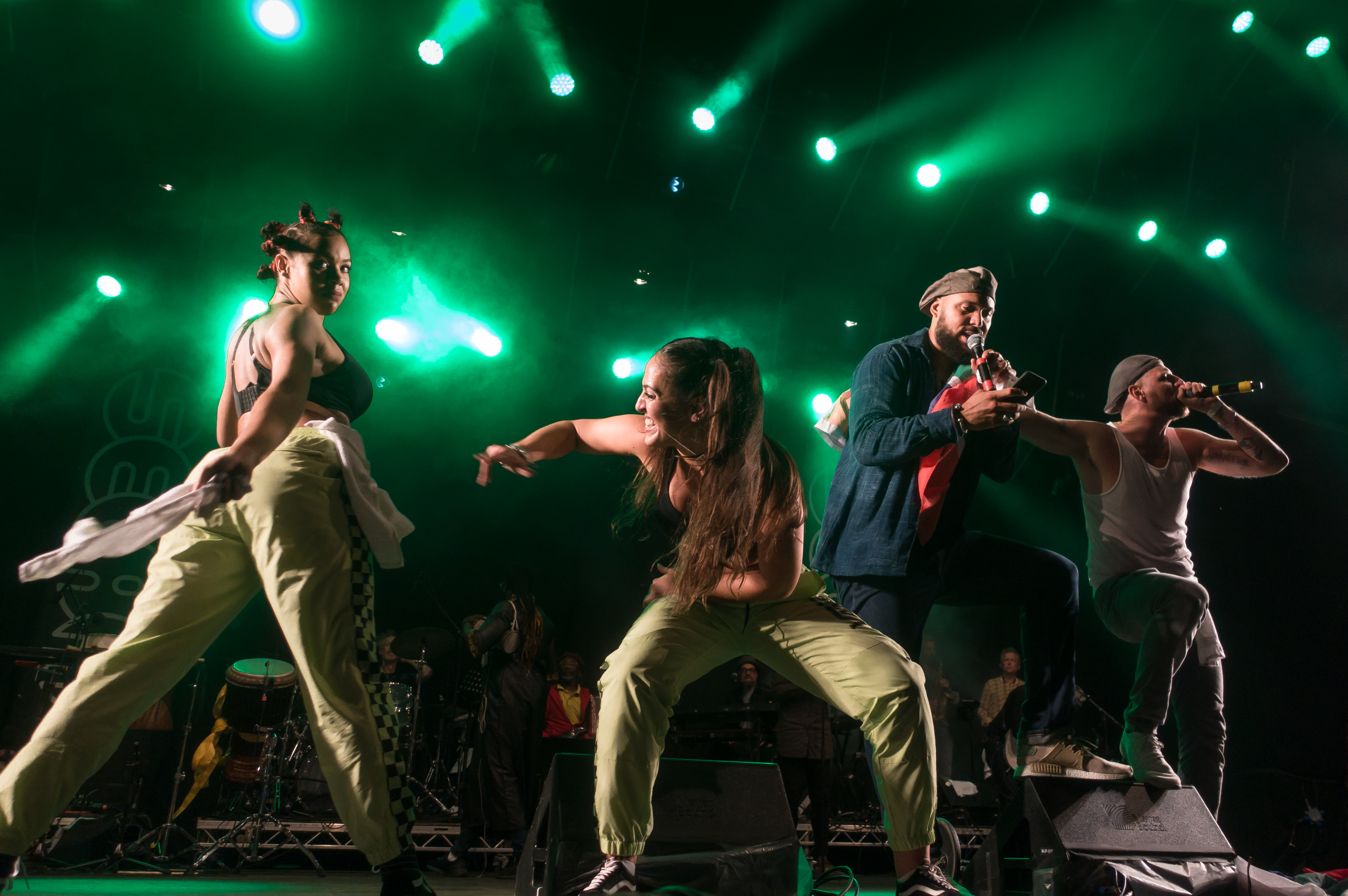
Kaliffa och Jens Malmlöf med dansare uppträder på Gustav Adolfs torg på Stockholms Kulturfestival 2019.

Kaliffa Olle Karlsson, huvudsakligen känd under sitt artistnamn Kaliffa, född 20 december 1979 i Tyresö församling, Stockholms län, är en svensk musiker. Han är medlem i gruppen Hoffmaestro men gör också musik på egen hand. Han släppte sitt solodebutalbum, Kalibreraren, 2017.
Han växte upp i Dalen i Stockholm. Han växlar mellan att tillbringa tid i Sverige och i Gambia.
I Melodifestivalen 2025 tävlade Kaliffa med låten Salute, skriven av honom själv, Anderz Wrethov, Jakob "Big Brain" Malmlöf, Jimmy "Joker" Thörnfeldt och Robert Skowronski.. Bidraget kom på tredje plats i sin deltävling och gick därmed vidare till finalkvalet.

## Diskografi

### Album
- 2016 – Kalibreraren (Universal Music AB).